# Denis Lefèvre
Pour les articles homonymes, voir Lefèvre.
Denis Lefèvre est un journaliste et écrivain français, né le 11 janvier 1955 à Villeneuve-Saint-Germain (Aisne). Issu du monde rural, il est particulièrement concerné par l'évolution et le devenir de celui-ci comme en témoignent ses nombreux articles et ouvrages. Ses rencontres avec René Dumont et l'abbé Pierre ont marqué son itinéraire personnel.

## Éléments biographiques
Denis Lefèvre naît au sein d'une famille d'agriculteurs du village de Breny (Aisne) où il habite toujours aujourd'hui. Il se tourne en 1974 vers des études en droit rural et économie agricole et entre à l'IHEDREA. À la même époque, il rencontre l'agronome et spécialiste du tiers-monde René Dumont, rencontre dont il dit qu'elle l'a beaucoup marqué.
Après un détour au parlement européen comme assistant parlementaire puis à la chambre d'agriculture de l'Aisne, il décide de réaliser un rêve d'enfant : devenir journaliste, d'abord à La Croix, puis RIA, la Revue de l'Industrie Alimentaire, Agriculture Magazine (il est depuis 2009 billettiste à La France agricole), avant de devenir pigiste et d'écrire des livres. Il va se consacrer à enquêter et à écrire sur des thèmes qui lui sont personnels et vont connaître, en quelques années, une actualité croissante : l'agriculture, l'économie locale, l'Europe, les nouvelles technologies du vivant, les questions éthiques et religieuses, les mouvements altermondialistes, l'économie sociale et solidaire, l'écologie...
En 1993 paraît son premier ouvrage, Le Retour des paysans, publication qui coïncide avec la signature des accords du GATT, consécration du libre-échange et préfiguration du mondial-libéralisme, ainsi qu'avec la création de l'OMC. Face au futur incertain qui se dessine pour le monde paysan, ce livre donne la parole à ses acteurs et on découvre, à travers les témoignages qu'il relate, une réalité méconnue.
En 2001, l'idée de marquer l'anniversaire de la loi de 1901 l'amène à s'intéresser au mouvement Emmaüs. Il y passe un an et visite trente-six communautés dans le monde entier. À cette occasion, il rencontre à plusieurs reprises l'abbé Pierre et prend connaissance des carnets intimes que ce dernier a tenus depuis son enfance jusqu'à ses vingt ans. Il en publie une partie l'année suivante avec l'accord de leur auteur, et les complète par de nombreux écrits et extraits d'interviews ultérieurs, dressant l'ultime portrait du fondateur d'Emmaüs avant sa mort.
En 2007, il entame l'ambitieux projet de retracer toute l'histoire de l'agriculture sur la planète avec la parution d'un premier volet, Le Loup, l'homme et Dolly. Cet ouvrage reçoit le prix Terra 2007. Depuis il a publié plusieurs livres sur l'agriculture dont Histoire sociale du salarié agricole, puis Histoire des femmes en campagne et Une Histoire de la presse agricole, livres publiés chez La Baume éditions, ainsi que 70 ans d'agriculture publié en 2015 à l'occasion du 70e anniversaire de la création de cet hebdomadaire dont il est par ailleurs l'un des billettistes. Il a également publié en 2011 Les Combats de l'abbé Pierre, enrichi par les caricatures de Jean Cabut, dit Cabu. Ce livre est considéré comme l'un des biographies de référence de l'abbé Pierre, notamment en ce qui concerne ses engagements à l'international. Denis Lefèvre a par ailleurs publié un document Voyage au cœur de la CCAS, le comité d'entreprise des industries électriques et gazières, plus important comité d'entreprise en France, ainsi qu'un livre sur la crise de l'eau, L'eau en péril, avec l'hydrologue Vazken Andréassian.
Pour ses travaux pour faire connaître les transformations du monde agricole, l'Académie d'agriculture de France lui a décerné le Diplôme de Médaille de Vermeil, le 26 septembre 2018.
Son livre Emmaüs Lescar-Pau, le compagnon, la ruche et l'utopie s'est vu décerner le prix 2008 du livre sur l'économie sociale et solidaire, le 20 septembre 2018

### Mandat
Denis Lefèvre est à l'origine du jumelage en 1982 du canton d'Oulchy-le-Château avec celui de Grasleben, dans l'arrondissement (Landkreis) de Helmstedt en Basse-Saxe (Allemagne). Il en a été le président de 1992 à 2008.
Il a été et est engagé dans la vie associative humanitaire : Secours catholique, Association Emmaüs.